# Claudio De Miro
Claudio De Miro (Napoli, 19 dicembre 1956) è un ex tuffatore italiano.

## Biografia
Nato a Napoli nel 1956, a 19 anni ha preso parte ai Giochi olimpici di Montréal 1976, sia nel trampolino 3 metri che nella piattaforma 10 metri. Nella prima gara ha ottenuto 446.61 punti, chiudendo 22º, non accedendo alla finale a 8, nella seconda invece ha terminato 13º con 470.43, anche in questo caso non riuscendo ad avanzare alla finale.
Nel 1979 ha vinto l'argento nella piattaforma 10 metri ai Giochi del Mediterraneo di Spalato, chiudendo con 464.28 punti dietro al connazionale Massimo Santilli.
Dopo il ritiro è divenuto giudice di tuffi, e successivamente docente di educazione fisica, presso l'istituto tecnico Galileo Ferraris a Napoli.

## Palmarès

### Giochi del Mediterraneo
- 1 medaglia:
  - 1 argento (Piattaforma 10 metri a Spalato 1979)